# Bactrocera phaleriae
Bactrocera phaleriae är en tvåvingeart som först beskrevs av May 1956.  Bactrocera phaleriae ingår i släktet Bactrocera och familjen borrflugor. Inga underarter finns listade.